# 极速前进中国版1
《极速前进1》（英語：The Amazing Race 1）是真人秀電視節目极速前进中国版的第一季。节目版权引进自美国真人秀电视节目《The Amazing Race》。与美版《The Amazing Race》普通素人嘉宾不同，中国《极速前进》嘉宾首次启用“明星阵容”，本季度共有8對不同關係的選手參賽，是次比赛中每一支队伍中都有一或两名名人参赛，包括张铁林与其女儿月亮、刘芸与应采儿、郑伊健与陈小春、钟汉良与妹妹Jackie、刘畅与金大川、白举纲与关晓彤、李小鹏与妻子李安琪、周韦彤与辰亦儒。
其中需要提及的是，本次比赛中选手并非接连完成每一个赛段直至最后。在比赛过程中每完成一个地区的所有赛段，比赛拍摄会暂时中断直至下一个地区赛段开始时再继续拍摄。
关于节目主持人，在第一以及第二赛段是由香港影星安志杰担任，第三赛段之后主持人一职则是由吴振天接任。于2014年10月17日起每周五晚在深圳卫视播出。

## 比賽结果
下表列出了所有参赛队伍的比赛结果，以排名顺序列出。當中列出的隊員關係為節目拍攝時期的狀態，关系描述为官方版本。
| 隊伍            | 關係   | 分段比賽成績 | 分段比賽成績 | 分段比賽成績 | 分段比賽成績 | 分段比賽成績 | 分段比賽成績 | 分段比賽成績 | 分段比賽成績 | 分段比賽成績 | 分段比賽成績 | 分段比賽成績 | 路障完成情況        |
| 隊伍            | 關係   | 1            | 2            | ⋐3⋑          | 4            | 5+           | 68           | 7            | 8            | 9γ           | 10           | 10           | 路障完成情況        |
| --------------- | ------ | ------------ | ------------ | ------------ | ------------ | ------------ | ------------ | ------------ | ------------ | ------------ | ------------ | ------------ | ------------------- |
| 钟汉良 & 钟秀萍 | 兄妹   | 5th1         | 5th          | 3rd⊃         | 1stƒ         | 2nd          | 1st^         | 2nd»         | 1st12        | 1st          | 2nd          | 1st          | 钟汉良 7，钟秀萍 7  |
| 李小鹏 & 李安琪 | 夫妻   | 2nd          | 2nd          | 1st          | 2nd          | 1st          | 2nd–         | 1st»         | 2nd          | 3rd>         | 1st          | 2nd          | 李小鹏 7，李安琪 7  |
| 白举纲 & 关晓彤 | 同学   | 8th          | 8th2         |              |              |              |              |              |              | 2ndγ         | 3rd          | 3rd          | 白举纲 42，关晓彤 3 |
| 金大川 & 刘畅   | 哥们   | 1st          | 4th          | 6th⊂ε3       | 4th          | 3rd          | 3rd<θ        | 3rd»9        | 4th11        | 4th          | 4th          |              | 金大川 8，刘畅 5    |
| 陈小春 & 郑伊健 | “兄弟” | 4th          | 1st2         | 2nd          | 6th          | 4th          | 5thθ         | 4th9         | 3rd10        | 5th<13       |              |              | 陈小春 52，郑伊健 7 |
| 辰亦儒 & 周韦彤 | 朋友   | 3rd          | 3rd          | 5th          | 5th5         | 5th6         | 4th>^        | 5th«9        | 5th          |              |              |              | 辰亦儒 6，周韦彤 5  |
| 张月亮 & 张铁林 | 父女   | 6th          | 6th          | 4thə4        | 3rd          | 6th~         | 6th–7        |              |              |              |              |              | 张月亮 5，张铁林 3  |
| 应采儿 & 刘芸   | 闺蜜   | 7th          | 7th          | 7th          |              |              |              |              |              |              |              |              | 应采儿 3，刘芸 2    |

- 紅 : 該隊已被淘汰
- 下線藍：該隊最後抵達非淘汰提示站，在下赛段该队需要完成减速障碍（Speed Bump）
- 綠ƒ：該隊贏得快进（Fast Forward）線索。
- 紫ε：該隊於賽段中使用「迅速通關卡」（Express Pass）。洋紅ə：該隊於賽段中使用，獲另一隊給予的第二張「迅速通關卡」
- 橙>：指該隊使用讓路；而<是被指定讓路的队伍；<>表示该赛段有讓路但無隊伍使用
- 棕⊃或青⋑該隊為兩隊中，使用「雙重迴轉」（Double U-turn）之其中一隊隊伍；⊂或⋐是被指定迴轉的队伍，⊂⊃或⋐⋑表示该赛段有回转但没有队伍选择使用。
- 靛»表明該隊投票回转了获票数最多的队伍；«是被各队投票指定迴轉最多的队伍。
- 橙+：代表该赛段设有对战任务；~：表示该队输于对战任务，将在对战任务结束后在对战任务当地罚时15分钟
- 对应的颜色编号粉色–、蓝绿^以及橄榄绿θ表示该赛段联合任务中各队的分组情况
- 紫罗兰γ：表示该赛段有队伍被复活卡复活并继续比赛
- 下划线的赛段编号表示本赛段到达提示站之后有强制休息，但組別須自行找休息地。同时，本赛段最后一名会被淘汰。

- ^  注解1：

1. 钟汉良 & 钟秀萍因为在赶往飞机场的途中不小心丢失了跟随拍摄的摄影师团队，因为在机场受到罚时惩罚，以至于他们从第一版飞机落到第二班飞机。
2. 钟汉良 & 钟秀萍原本是第四位到达中继站的队伍，但由于他们在前往中继站时在道路上逆行从而被授予30分钟的罚时，以至于他们掉到了第五。

- ^  注解2：陈小春 & 郑伊健以及白举纲 & 关晓彤原本是第一队和最后一队到达该赛段终点站的队伍，但由于他们均没有按照要求必须在第二个路障任务选择另一位队伍成员完成第二个路障，因而被罚时30分钟，但这纷纷并没有影响他们的排名，最终陈小春 & 郑伊健仍获第一，而白举纲 & 关晓彤则遗憾被淘汰。
- ^  注解3：金大川 & 刘畅在本赛段运用直通卡跳过了被回转后的绕道任务。
- ^  注解4：张月亮 & 张铁林在本赛段运用第二张直通卡跳过了学印度舞剧的路线信息任务。
- ^  注解5：辰亦儒 & 周韦彤原本是第三位到达中继站的队伍，但因为他们并未按照线索要求在运输陶罐的绕道任务中保持相互5米的距离，因而被罚时30分钟，使得他们最终掉到了第五名。
- ^  注解6：辰亦儒 & 周韦彤原本是第五队到达中继站的队伍，但他们并未按照线索要求步行前往中继站，因此他们被要求重返酒店再返回中继站一次，但这并未影响到他们的排名。
- ^  注解7：因选手张月亮在漂流夺旗路线任务中受伤严重，张月亮 & 张铁林选择放弃该任务并接受一个小时的罚时，这也使得他们从第三落到最后进而导致最终被淘汰。
- ^  注解8：第6赛段有一個未播出的讓路。
- ^  注解9：陈小春 & 郑伊健、金大川 & 刘畅以及辰亦儒 & 周韦彤均因无法完成做陶碗的任务从而选择罚时15分钟。
- ^  注解10：陈小春 & 郑伊健因为未按照要求在运送鸡蛋信息任务中多拿了其他组指定运送的鸡蛋，因而在任务终点被罚时5分钟。
- ^  注解11：金大川 & 刘畅在运送鸡蛋信息任务中因损坏了一个鸡蛋，因而在任务终点被罚时30秒。
- ^  注解12：钟汉良 & 钟秀萍在运送鸡蛋信息任务中因陈小春 & 郑伊健多拿了他们的一些鸡蛋，使得钟汉良 & 钟秀萍在任务终点查收的时候少了8个鸡蛋，但这些丢失的鸡蛋任被判定为失败的运送，加上自身也在运送中也损毁了两枚鸡蛋，因而在任务终点被罚时5分钟。
- ^  注解13：陈小春 & 郑伊健放弃挑战生吃章鱼路线任务，因而被在任务点罚时1个小时。

## 赛段奖项
- 第一段 - 两张迅速通关卡
- 第三段 - 在下一赛段拥有专属司机及车辆，以及一年份免费金典有机牛奶
- 第四段 - 一年份免费金典有机牛奶，以及在下一赛段多获得2000元的比赛基金
- 第五段 - 一年份免费金典有机牛奶，約旦、死海、耶路撒冷中东风情豪华双人游以及在本赛段结束后在卓美亚苏泊尔宫享受免费SPA的享受
- 第六段 - 一年份免费金典有机牛奶
- 第七段 - 一年份免费金典有机牛奶，以及在下一赛段有一个专有的GPS供使用
- 第八段 - 一张复活卡用于复活已经被淘汰的任意一支队伍，每人一枚金至尊提供的大钻戒以及一年免费经典有机牛奶

## 投票记录
同极速前进以色列版第二季以及极速前进澳洲版第二季一样，本次极速前进中国版也设定了投票回转，每支队伍都需要回转另一支队伍，票数最多的队伍就会被回转
|                 | 投票回转                   |
| --------------- | -------------------------- |
| 赛段数:         | 7                          |
| 被指定回转队伍: | 辰亦儒 & 周韦彤 3/5 投票率 |
| 投票队伍        | 投票情况                   |
| 钟汉良 & 钟秀萍 | 辰亦儒 & 周韦彤            |
| 李小鹏 & 李安琪 | 辰亦儒 & 周韦彤            |
| 金大川 & 刘畅   | 辰亦儒 & 周韦彤            |
| 陈小春 & 郑伊健 | 李小鹏 & 李安琪            |
| 辰亦儒 & 周韦彤 | 钟汉良 & 钟秀萍            |

## 賽程摘要

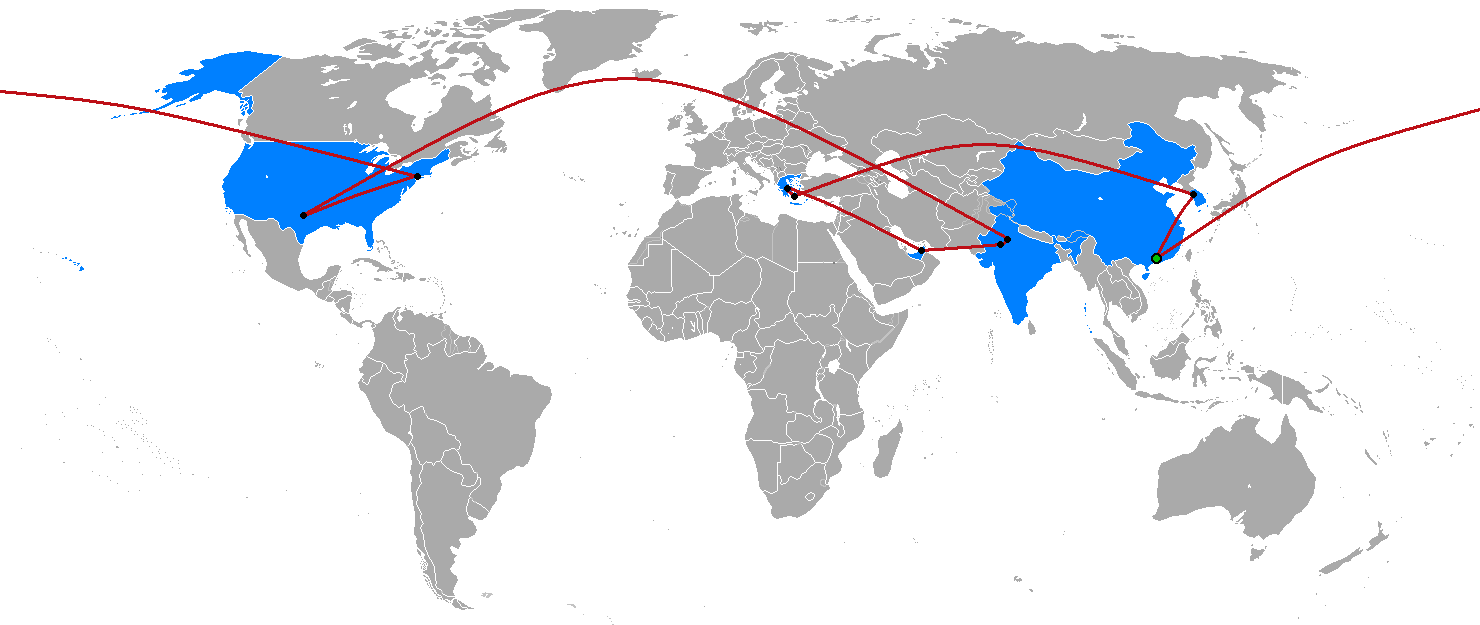
路线图

### 第1段（中国 → 美国）

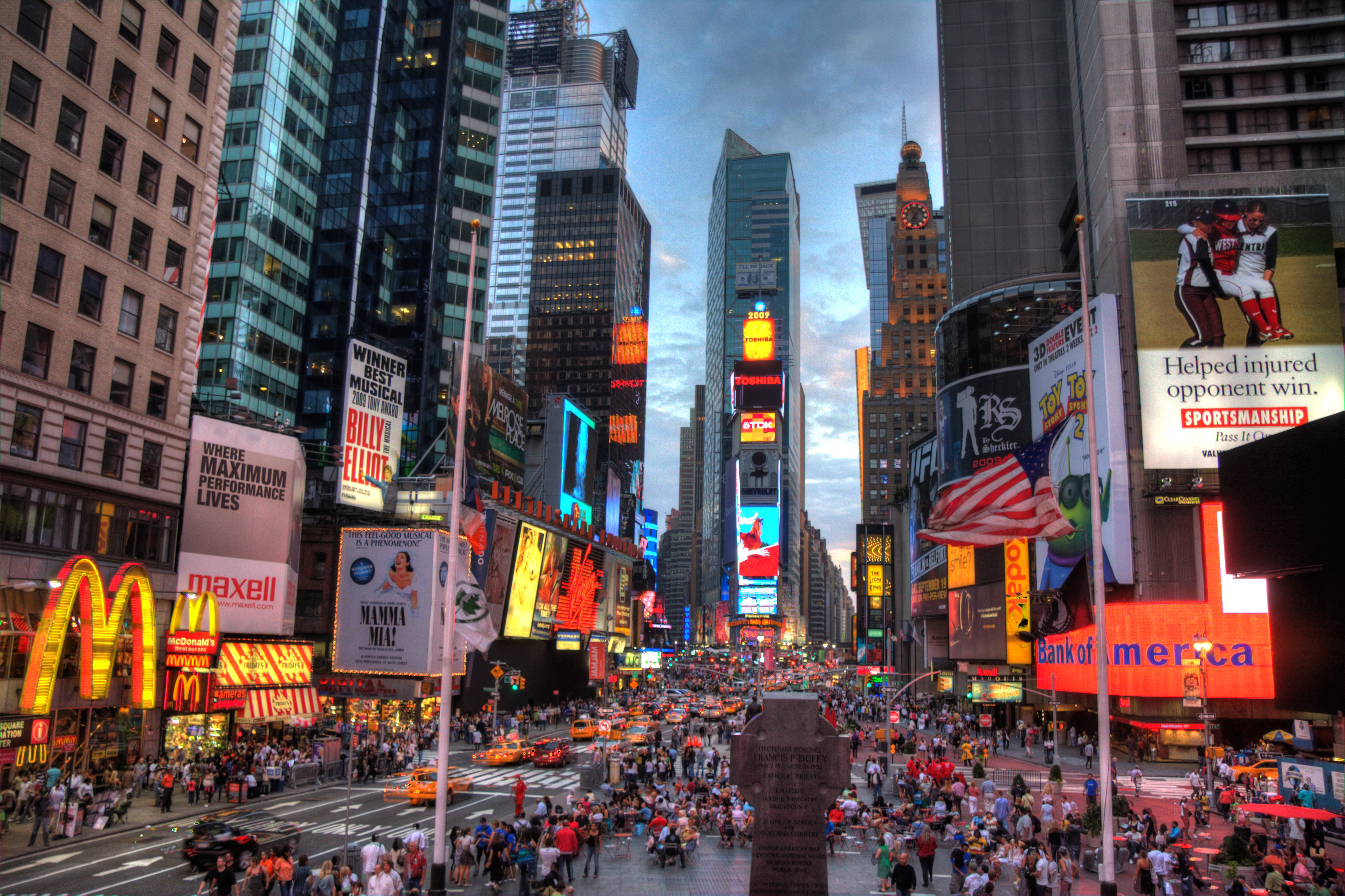
选手们在纽约时报广场的霓虹灯下寻找着相应的比赛标记

- 中国，深圳 (东部华侨城)（起点线）
- 香港 (香港国际机场) 到 美国，纽约 (肯尼迪国际机场)
- 纽约 (时代广场) [AT1]
- 纽约 (Theatre Circle)
- 纽约 (广场饭店)
- 纽约 (东河公园 或 隆巴尔迪披萨店)
- 纽约 (汤普金斯广场公园) [AT2]
- 纽约 (好莱坞特技学校)
- 纽约 (布鲁克林大桥)

本赛段任务摘要：

起点线任务：选手需要从50个氢气球中寻找到8只真正拥有车钥匙的气球，获得车钥匙后再到车内的视屏显示器上观看下一条提示线索。

绕道：队伍要选择“好身体”或“好记性”两项任务之一。
- 在“好身体”任务中：选手将换上专业橄榄球服装然后在保证橄榄球不落地的情况下分别完成轮胎障碍、冲出封锁的挑战，最后把橄榄球放在指定位置上并踢过被球员防守着的白线即可获得下一条线索。
- 在“好记性”任务中：选手需要到达隆巴尔迪披萨店并从店长手中获得三份客户订单，然后根据订单地址配送披萨并换取凭证，拿到三张凭证并交给店长即可获得下一条线索。

路障1：选手需要在白发女士、婴儿车中的孩子、戴婚戒的异性、躺在地上的人以及拿公文包中的人这五类指定的人中任选三位并与他们拍一张选手与这三位分别亲吻的照片。

路障2：选手在身穿反绑束缚衣并倒吊在四层楼高的高空的情况下，解开自己的的束缚衣再从四层楼高的高台上跳下来即可获得下一条线索。

附加任务：

- AT1：选手需要从每隔3分钟就会替换的广告大屏幕上找到带有红黄标志的视屏并找到相应的大楼，并在该大楼入口处根据到达顺序获得明早出发的对应时间。
- AT2：每队必须吃完四种不同口味的热狗才能获得下一条线索。

### 第2段（美国）
- 美国，纽约 到 美国，德克萨斯，达拉斯（沃森堡国际机场）
- 达拉斯（沃思堡畜牧场小镇）
- 达拉斯（巴姆斯蒂尔复古家具店 或 Billy Bob's Texas）
- 达拉斯（牛仔训练场）[AT1]
- 达拉斯（Cowtown迷宫）
- 达拉斯（犰狳之家）
- 达拉斯（Grandview）[AT2]
- 达拉斯（Beaumont Ranch）[AT3]
- 达拉斯（Bellhouse）

本赛段任务摘要：

绕道：队伍要选择“咔嚓”或“踢踏”两项任务之一。
- 在“咔嚓”任务中：选手需在巴姆斯蒂尔复古家具店外100米处的照片墙上记住标有自己名字的照片里面的所有细节，然后返回家具店找到与照片对应的服饰并穿戴完毕，接着在照相机前摆出同指定照片一模一样的动作并拍一张照，只有当所有方面都完成，选手才可获得下一张线索卡；如果选手的记忆与指定照片中有偏差，允许选手会到照片墙前再度观看，但必须脱下自己身上已穿上的道具服饰才允许跨出店门。
- 在“踢踏”任务中：选手需要事先穿上指定的牛仔服并学习一段牛仔舞，只有当选手的舞蹈动作令裁判满意，才会获得下一张线索卡。

路障1：选手从围栏里抱出一只犰狳并放在赛道起点上，然后只能通过朝它的屁股吹气或者用虫子引诱它，使得犰狳能够从起点进入制定洞口，完成后选手即可获得下一条线索。

路障2：选手在穿戴好装备后在索道的起点等待，直到队友开越野摩托车到达索道终点时参赛选手开可以开始花型索道并记住滑行过程中的六张图片及其它们的顺序，之后，挑战选手需要在终点摆放出对应的六张图片以及顺序，只有两项都正确才能获得下一张线索卡，否则挑战者需要重新滑一次索道。

減速障礙:选手需要在迷宫中找寻到“M”、“A”、“Z”、“E”四个字母，找寻完毕即可继续回到比赛。

附加任务：

- AT1：队员只需要选择一位成员来完成这一项挑战，选择挑战的成员需要一只手握住机械牛牛背上的缰绳而另一只手需要高举过头且不能触碰任何地方，并以这样的姿势在摆动的机械牛牛背上坚持45秒，挑战成功则可以获得下一张线索卡，否则需要重新选择挑战者并再来一次。
- AT2：选手需要推动在草场上放置着的几十个草垛以找寻压在草垛之下的线索卡。
- AT3：选手需要通过线索中的地图步行找到该赛段的中继站。

### 第3段（美国 → 印度）

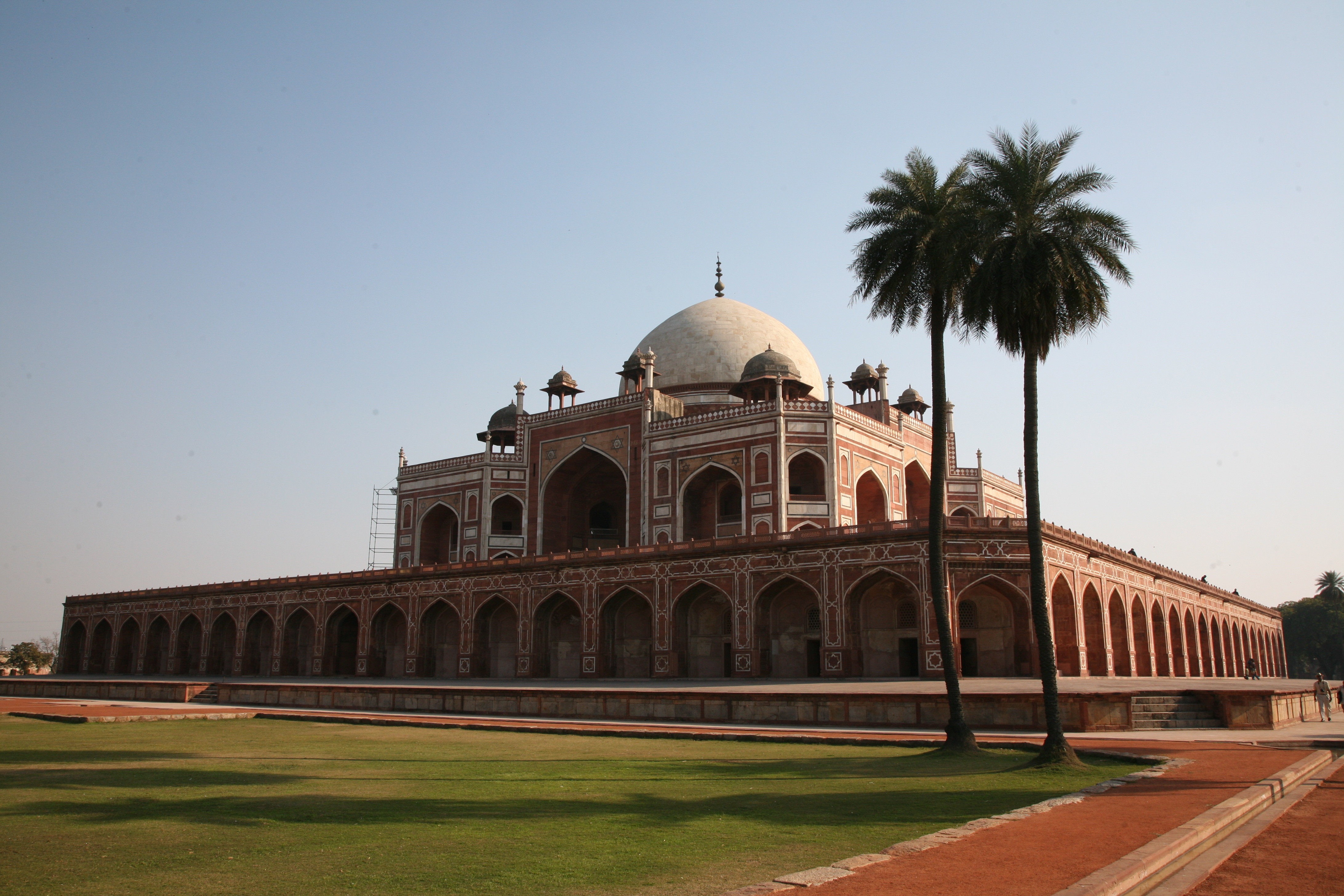
第3段赛段終點站胡马雍陵

- 印度，新德里，（英迪拉·甘地国际机场）
- 新德里（顾特卜塔）[AT1]
- 新德里（鱼市场 或 花市场）
- 新德里（加济布尔水果蔬菜市场）
- 新德里（老鹰录影棚）[AT2]
- 新德里（新朋友集市）[AT3]
- 新德里（Defence俱乐部）
- 新德里（胡马雍陵）

本赛段任务摘要：

绕道：队伍要选择“鱼儿欢”或“花儿香”两项任务之一。
- 在“鱼儿欢”任务中：选手需将25条鱼用头顶鱼筐的方式从鱼市场的25号商铺运到63号店铺，任务完成，鱼店店主会给他们下一条线索。
- 在“花儿香”任务中：选手需要按照模板制作出一条一模一样的由178朵鲜花组成的印度传统花环，经过店主审核通过，选手才能获得下一条线索。

路障：选手需参与当地的撒花节，在纷乱的撒花中寻找到每一封线索卡中指定寻找的藏匿于撒花队伍中的当地人，只有需找正确才可获得下一条线索。

附加任务：

- AT1：选手需要在此处寻找到一位穿红色纱丽的漂亮姑娘，并向她说一句印度语的“你好”，接着女孩会给他们送上祝福以及下一张线索卡。
- AT2：选手需要共同完成一套印度歌舞剧（包括台词对白和穿插舞蹈），只有导演满意了他们的表演，才能获得下一条线索卡。
- AT3：当地曼海蒂艺人将会为选手们画上一幅特色纹身，选手需要通过该花纹了解到下一站地点。

### 第4段（印度）
- 印度，斋浦尔，（桑加尼亚机场）
- 斋浦尔（简塔曼塔天文台）[AT1]
- 斋浦尔（板球运动场）
- 斋浦尔（Chuanhan体育馆）
  -  斋浦尔（当地农村）
- 斋浦尔（Jhamundas Girdhari寺庙 或 Balaji陶罐点）
- 斋浦尔（风之宫）
- 斋浦尔（琥珀堡）

本赛段任务摘要：

绕道：队伍要选择“慢下来”或“跑起来”两项任务之一。
- 在“慢下来”任务中：选手需要学会五组瑜伽动作并在限定时间内表演给瑜伽教练看，只有他们的动作标准且每个动作在展示的时候都成功坚持了10秒同时又是在2分钟内完成，教练才会给他们下一张线索卡。
- 在“跑起来”任务中：选手需要一辆三轮车一次性将至少32个圆底陶罐从该店铺运送到制定店铺，且在运输过程中队伍中的双方不可相距超过5米，一旦运送成功，选手就可以获得下一张线索卡，但如果未能运输够指定陶罐数，选手需要把还剩余的陶罐一齐运回起点并在装填上陶罐再试一次。

路障：选手需参与当地的板球运动，每轮选手拥有六颗球的机会，而选手们需要做的是将投过来的球击出制定白线，一旦击出一颗即可获得下一条线索，但如果六颗球的机会均用完了，选手只能等待下一轮并在获得六次机会。

快进任务：选手需要徒手用牛粪制作出50个牛粪饼并稳稳地拍在墙上，一旦女主人认为他们所做的50个牛粪饼符合要求，将会获得快进线索奖励。

附加任务：

- AT1：选手需要在50名包着头巾的人群中，找到六位其头巾中印的有着下一条线索的人，但如果选手拆开的头巾里面没有线索，他们将包好拆开的头巾才可以继续寻找线索。

### 第5段（印度→阿联酋）

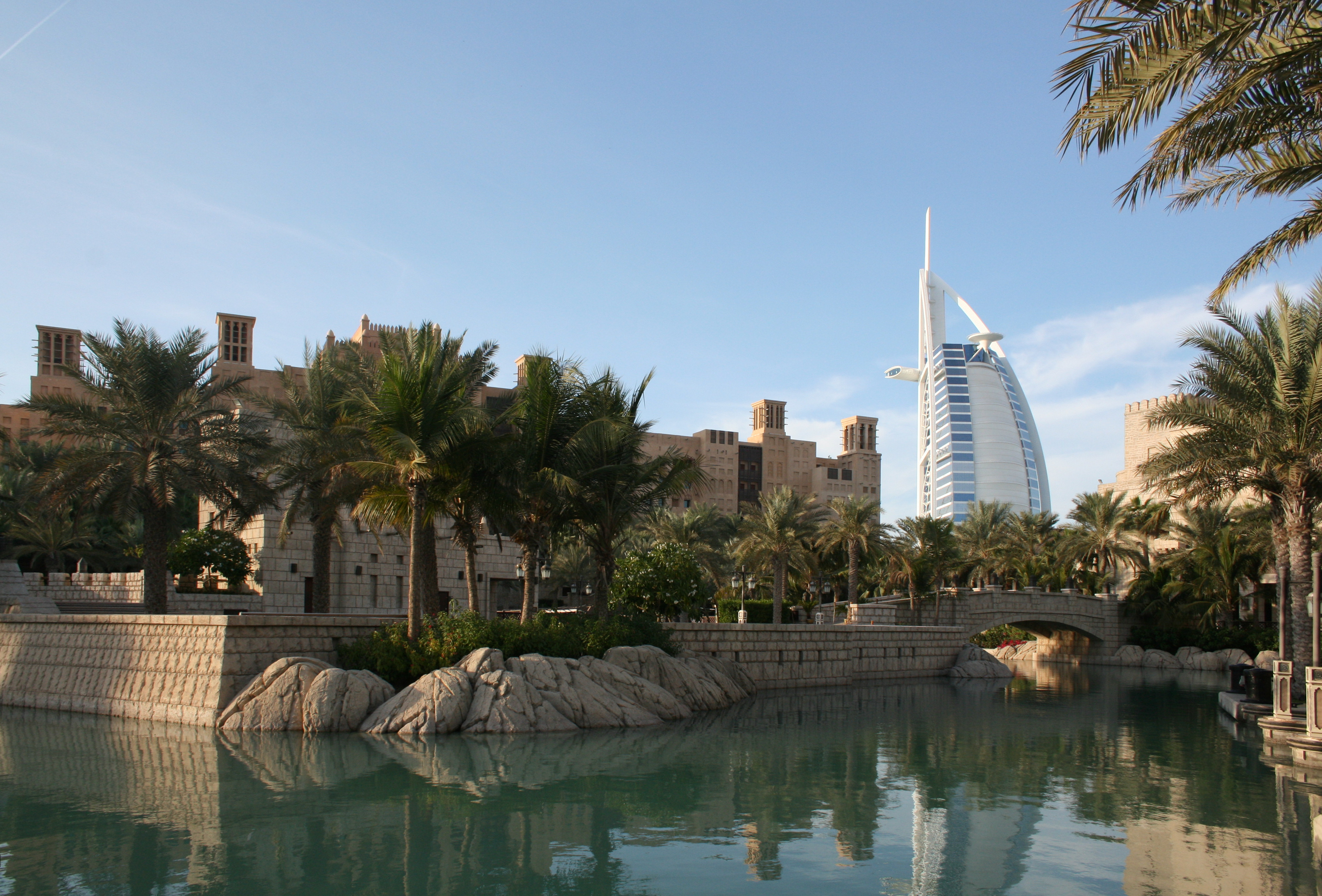
第5段赛段終點站卓美亚古宝酒店和宫沙滩

- 阿联酋，迪拜（迪拜国际机场）
- 迪拜（哈利法塔）[AT1]
- 迪拜（迪拜滑雪村 或 迪拜赛道）
- 迪拜（马球俱乐部）[对战任务]
- 迪拜（马球俱乐部--大门）
- 迪拜（Skydive Dubai）
- 迪拜（帆船酒店）[AT2]
- 迪拜（卓美亚古宝酒店和宫沙滩）

本赛段任务摘要：

绕道：队伍要选择“冰雪奇缘”或“速度与激情”两项任务之一。
- 在“冰雪奇缘”任务中：选手需分别乘坐雪橇滑下滑坡并撞倒在雪坡下10个立着的雪人保龄球，一旦成功他们将获得下一条线索卡，如果失败则需返回坡顶再试一次；同时注意，该滑雪场的任务完成时间是在早上十点半之前，如超时他们必须选择完成另一个绕道任务。
- 在“速度与激情”任务中：选手需驾驶英菲尼迪Q50以48秒的时限在1.12公里的赛道上完成蛇形绕桩以及定点停车两项任务，成功则获得下一条线索，否则他们需要重新再来一次。

路障：选手需参与一次4000米的高空跳伞任务，完成即可获得下一条线索。

对战任务:选手需要与另一组选手进行骆驼球比赛，一旦一方的进球达到了3球，则该方获胜并获得下一条线索。

減速障礙:参加减速障碍的队伍需要各自为对方画上复杂的阿拉伯脸部彩绘，只有他们的彩绘得到彩绘师的认可，才能够继续进行比赛。

附加任务：

- AT1：选手需要在哈利法塔一楼观光入口处所展示的四种植物中（仙人掌、蜘蛛兰、龙舌兰、天堂鸟），选择正确的代表着哈利法塔设计灵感的那种植物（蜘蛛兰），并携带乘坐电梯到达124层的观景平台，把正确的植物交给主管即可获得下一条线索，否则需要重回一楼再选一次植物。
- AT2：选手需要参考样板房间将制定混乱的待整理的房间按照样板房一一还原，一旦的整理获得了管家的认可即可获得下一条线索，否则他们可以随时回到样板房进行查看直到他们的整理获得管家的认可。

### 第6段（阿联酋）

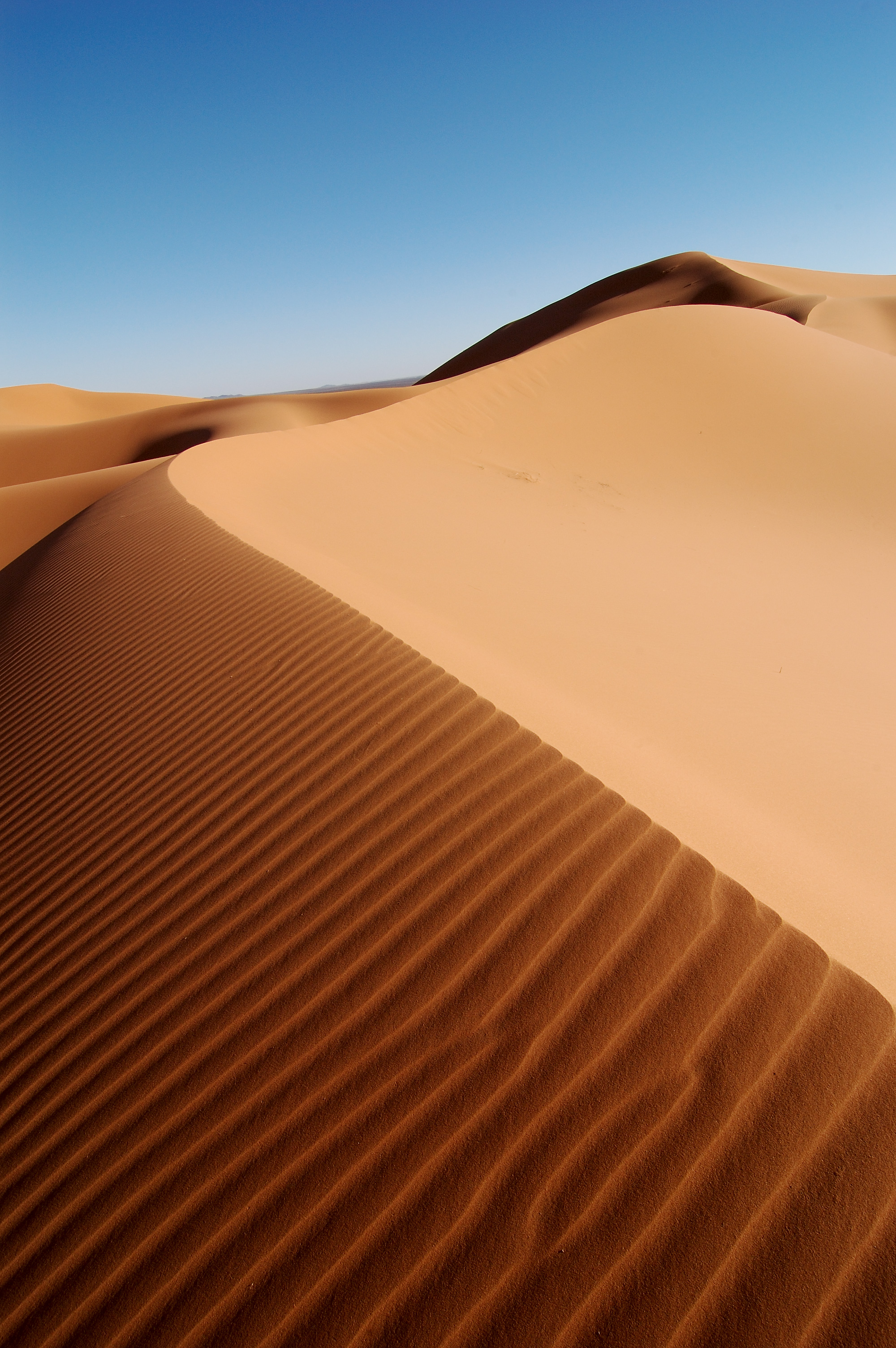
选手们在阿莱茵体验迪拜的沙漠风光

- 阿联酋，阿布扎比（阿布扎比国际机场）
- 阿布扎比（沙迦贵族别墅）[AT1]
- 阿布扎比（沙迦贵族别墅--客厅 或 沙迦贵族别墅--坝场）
- 阿布扎比（沙迦贵族别墅--老虎游泳池）
- 阿布扎比（阿拉伯之夜度假村）
- 阿布扎比（阿拉伯之夜度假村--中央路口） [AT2]
- 阿布扎比（河谷水上乐园）[AT3]
- 阿布扎比（贾希里古堡）

本赛段任务摘要：

绕道：队伍要选择“火眼金睛”或“满眼金星”两项任务之一。
- 在“火眼金睛”任务中：选手需事先佩戴上阿拉伯特色亲密手环将彼此绑在一起，然后进入别墅客厅从十五位之露出眼睛的阿拉伯美女中挑选出指定的五双美女的眼睛，一旦成功即可或的下一条线索。
- 在“满眼金星”任务中：选手需事先穿上阿拉伯转裙舞服饰并学习伊斯兰传统转裙舞，之后他们要在三十秒的音乐中完成一段标准的转裙舞并在接下来的三十秒钟走到指定桌面每人各垒起八个陶壶，全部完成即可获得下一条线索，然而转群不达标或未在指定时间内完成任务都算失败且需等待下一轮并再来一次。

路障：选手需要用金属探测器在指定沙漠区域内找出埋藏在沙漠内的六盏阿拉丁神灯，找到一盏后选手需要保存完善且带到中继站，并获得下一条线索。

減速障礙:参加减速障碍的队伍需要用一个小兜将泳池里的小球全部兜起来，完成任务才能够继续进行比赛。

附加任务：

- AT1：每队需派出一名选手与别墅内饲养的老虎进行鼻对鼻亲吻，完成即可获得下一条线索。
- AT2：队伍需要两两联合并共同搭建起一顶贝都因人帐篷并整理好内部装饰，通过审查即可获得下一条线索。
- AT3：选手需要在漂流过程中手机收集完成悬挂在高处的红黄蓝旗各一面，选手拥有三圈的机会完成这一项挑战，成功收集就可以获得下一条线索，但一旦失败则需等待下一轮并再挑战一次。

### 第7段（阿联酋→希腊）
- 希腊，雅典（埃勒弗瑟里奥斯国际机场）
- 雅典（卫城跳蚤市场）[AT1]
- 雅典（扎皮翁宫）[AT2]
- 雅典（希腊国家图书馆 或 雏鸟公园）
- 雅典（罗马广场）
- 雅典（古希腊风格餐厅）
- 雅典（帕那辛纳克体育场）[AT3]
- 雅典（宙斯神庙）

本赛段任务摘要：

绕道：队伍要选择“智慧”或“勇气”两项任务之一。
- 在“智慧”任务中：选手需要记住在反复每隔30秒中展示20秒的黑板上写着的阿基米德浮力定律，并一字不拉地向阿基米德背诵该定律，成功即可获得下一条线索。
- 在“勇气”任务中：选手需要用弹弓投掷西瓜以击倒正对面15米外的波斯士兵目标，击中即可获得下一条线索，然而队伍每一轮只有十次击打的机会，五轮之后任没有打中则算挑战失败。

路障：挑战选手需要体验一段古希腊宴会，而另一位选手需要为其挑选一道关于其队友参与的宴会场景中的问题，只有挑战选手在宴会结束后到回答地点并回答正确，才能获得下一条线索，否则，他们需要重新体验一次穿越旅行。

附加任务：

- AT1：每队需制作出一个与样板形状一致的陶碗，制作完成并获得陶艺师的认可即可获得下一条线索，然而如果在反复尝试中用尽了提供的6块陶土，则算挑战失败并受到15分钟的罚时。
- AT2：选手们需要为在宫殿里的四位装扮的希腊神配备他们应有的装备（宙斯：闪电；波塞冬：三叉戟；阿波罗：竖琴；雅典娜：长矛和盾牌），装备完毕后再用希腊语喊出“请复活吧”的口号，一旦装备完全正确，装扮的宙斯神就会给予他们被踩在他脚下的线索卡，但装备如果有失误，四位神像将不会“复活”，此时选手必须离开宫殿并等待下一轮尝试。
- AT3：选手们需要跑完3000米长跑，完成即可获得下一条线索。

### 第8段（希腊）
- 希腊，圣托里尼,（圣托里尼机场）（AT1）
- 圣托里尼（伊亚镇）
- 圣托里尼（菲拉镇）（AT2）
- 圣托里尼（波尔图卡拉咖啡厅）
- 圣托里尼（佩利沙海滩）
- 圣托里尼（佩利沙海滩 或 Bob's Bar）
- 圣托里尼（Remezzo酒馆）
- 圣托里尼（阿穆迪码头）

本赛段任务摘要：

绕道：队伍要选择“爱情海”或“忘情水”两项任务之一。
- 在“爱情海”任务中：一名队员用桶装满海水后，再泼向自己的队友，而另一名队员需要用另一只桶接住队友泼过来的水并倒入容器中，达到标准线即可获得下一条线索。
- 在“忘情水”任务中：选手需要按照示范挑出红黄两种颜色的酒，再利用垒好的玻璃杯将酒倒入双层酒杯塔中，没有混合两种颜色的酒且获得调酒师的认可，即可获得下一条线索。

路障1：挑战选手需要体验一次攀岩，攀爬到最高点后获得红黄旗帜，即可获得下一条线索。

路障2：挑战选手需要先从渔网出拿到钥匙，然后跟随渔船出海并潜入指定海底，在8米深的海底沉船中，找到对应的钥匙的宝箱就会找到在宝箱里面的下一条线索。

減速障礙:参加减速障碍的队伍每人需要切出粗细均匀的一公斤洋葱，通过认定即可继续比赛。

附加任务：

- AT1：选手们需要根据照片找到伊亚镇唯一一处三色连顶的教堂，并在此获得下一条线索。
- AT2：选手们需要为菲拉镇的费拉餐馆用驴子运送指定的120个鸡蛋到波尔图卡拉咖啡厅，每损坏或未运送成功一个鸡蛋将会被罚时30秒，全部正确运送即可获得下一条线索。

### 第9段（希腊→韩国）
- 韩国，首尔 (仁川国际机场)
- 首尔 (庆熙宫)
- 首尔 (南山 - 南山韩屋村)
- 首尔 (鹭梁津水产市场)
- 首尔 (鹭梁津水产市场 - 釜山餐厅)（AT1）
- 首尔 (光化门广场)
- 首尔 (庆熙大学)
- 首尔 (世界杯公园 - 蓝天公园)

本赛段任务摘要：

绕道：队伍要选择“出得厅堂”或“下得厨房”两项任务之一。
- 在“出得厅堂”任务中：选手需向舞蹈老师学习韩国的传统顶缸舞，两名选手必须头顶水罐完成耸肩、人体波浪以及原地旋转五圈这一系列动作，获得舞蹈老师认可即可获得下一条线索。
- 在“下得厨房”任务中：选手需准备一顿韩国传统团圆饭。首先在庭院门口观察样品餐桌上的30种食物，准确记忆各种菜品的摆放，再进入庭院从40个酱缸中选出正确的食物，并搭配相应的餐具摆放到餐桌上，一旦开始挑战就不能返回样品桌观看。如错误，则所有菜品将被收走，选手需重新开始挑战。食物品种、数量、餐具及摆放完全正确，即可获得下一条线索。

路障：挑战选手需要观看韩国小姐的照片，携带玫瑰花在50位打扮相似的女士中找出韩国小姐，送出玫瑰花，即可获得下一条线索。

附加任务：

- AT1：选手们需要从鹭梁津水产市场特定摊位徒手带五只章鱼到釜山餐厅，并且吃光它们，而且在此获得下一条线索。
- AT2：选手们需要召集10位路人，完成集体跳大绳，2人甩绳，10人跳绳。两名队员中至少有一人参与跳绳，全部队员进入后，共同完成三次跳绳即可获得下一条线索。

### 第10段（韩国 → 香港 → 中国）
- 韩国 (仁川国际机场) 到 中国，香港（香港国际机场）
- 九龙 (九龙寨城公园)
- 香港仔 (珍宝海鲜坊)（AT1）
- 湾仔 (金紫荆广场)

本赛段任务摘要：

路障：挑战选手需要换上古装，向路人打听并记住10位宾客的名字和特征，进入挑战场地在90秒内准确说出宾客的名字，即可获得下一条线索。

附加任务：

- AT1：一名选手需要从70份食物中找出一份不能吃的仿真食物，若选错，则另一名队友需要吃光食物，选对则获得下一条线索。

- 香港 到 深圳，广东
- 南山 (深圳大学城)（AT1）
- 福田 (卓越世纪中心)
- 南山 (大沙河公园)（AT2）
- 南山 (深圳湾体育中心)

本赛段任务摘要：

路障：挑战选手需要从高楼楼顶速降到指定位置，即可获得下一条线索。

附加任务：

- AT1：选手需要通过直线驾驶车辆解开汽车华容道，成功移出指定车辆，则获得下一条线索。
- AT2：一名选手需要跳进地球仪池，从中找出6个标有本季去过国家的地球仪，丢给队友并由其按正确顺序摆放，则获得下一条线索。

## 收视率
| 中国 深圳卫视 首播收视率 （CSM50） |                |        |          |      |      |
| 集數                               | 播出日期       | 收视率 | 收视份额 | 排名 | 備註 |
| 1                                  | 2014年10月17日 | 0.914  | 3.07%    | 5    |      |
| 2                                  | 2014年10月24日 | 0.822  | 2.86%    | 6    |      |
| 3                                  | 2014年10月31日 | 1.054  | 3.34%    | 5    |      |
| 4                                  | 2014年11月7日  | 0.922  | 3.81%    | 6    |      |
| 5                                  | 2014年11月14日 | 1.098  | 3.51%    | 4    |      |
| 6                                  | 2014年11月21日 | 0.853  | 2.72%    | 6    |      |
| 7                                  | 2014年11月28日 | 1.042  | 3.27%    | 5    |      |
| 8                                  | 2014年12月5日  | 0.789  | 2.49%    | 6    |      |
| 9                                  | 2014年12月12日 | 1.137  | 3.543%   | 3    |      |
| 10                                 | 2014年12月19日 | 1.397  | 4.74%    | 3    |      |

1. 同时段或交叉时段主要节目：
  - 湖南卫视 - 一年级 / 天天向上
  - 浙江卫视 - 奔跑吧兄弟
  - 江苏卫视 - 明星到我家
  - 东方卫视 - 百里挑一
  - 广东卫视 - 中国好男儿
  - CCTV-3 - 中国正在听
2. 数据由广视索福瑞提供，调查范围为四岁以上之观众。